# Kampen om atombomben
Kampen om atombomben (norska: Kampen om tungtvannet) är en norsk film från 1948. Historien är baserad på Tungtvannsaksjonen, den mest kända sabotageaktionen som genomfördes i Norge under andra världskriget. Den norska motståndsgruppen Kompani Linge sprängde Norsk Hydros Vemork fabrik som tillverkade tungt vatten i Rjukan 28 februari 1943. Filmen är gjord som en rekonstruktion av händelsen där flera av personerna som deltog hade samma roll i filmen.
Som förstefotograf för filmen anlitades Hilding Bladh. Ytterligare en filmatisering som bygger på de händelser som utspelades vid Vemork spelades in 1965 under namnet Hjältarna från Telemarken med Kirk Douglas i en av rollerna. Dessutom gjordes NRH en TV-serie 2015 med samma originaltitel som 1948 års film och som fick den svenska titeln Kampen om tungvattnet. 